# Цена на золото

Цена на золото с 1914 года в долларах США за тройскую унцию

Цена на золото (его стоимость), учитывая его особую функцию, с начала существования золотого стандарта и до 1970-х годов устанавливалась денежными властями государства, как правило, центральным эмиссионным банком.

Мировая цена золота ежедневно устанавливается по результатам золотого фиксинга (утренний фиксинг — AM Fixing; вечерний фиксинг — PM Fixing).

## История
В 1792 году в США было установлено, что 1 унция золота будет стоить 19,3 доллара.
В 1834 году за унцию давали уже 20,67 доллара, поскольку США не имели достаточного золотого запаса, чтобы обеспечить весь объём выпущенных денег, и курс валюты приходилось снижать. Эта цена на золото продержалась 100 лет, вплоть до конфискации золота правительством США в 1933 году.

### XX век
После конфискации 1933 года цена 1 унции золота была установлена в 35 долларов. Несмотря на экономический кризис, США пытались сохранить фиксированную привязку доллара к золоту, ради этого поднималась учётная ставка, но это не помогло.
Однако, в связи с последовавшими войнами золото из Старого Света стало перемещаться в Новый, что восстановило на время привязку доллара к золоту.

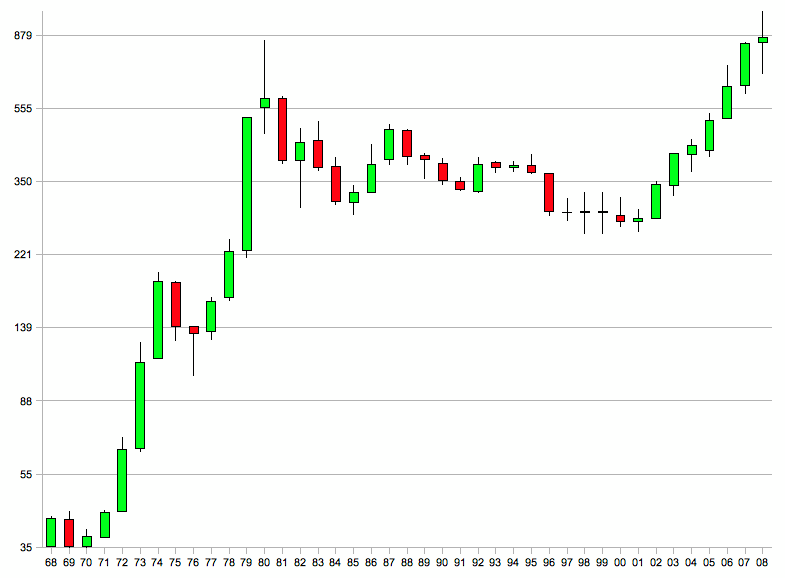
Цены на золото после краха Бреттон-Вудской системы, с 1968 года по 2008 год

В 1944 году было принято Бреттон-Вудское соглашение. Был введён золотодевизный стандарт, основанный на золоте и двух валютах — долларе США и фунте стерлингов Великобритании, что положило конец монополии золотомонетного стандарта. Согласно новым правилам, доллар становился единственной валютой, напрямую привязанной к золоту. Казначейство США обязывалось обменивать доллары на золото иностранным правительственным учреждениям и центральным банкам в соотношении 35 долларов за тройскую унцию. Фактически, золото превратилось из основной в резервную валюту.
60-е — 70-е
В конце 1960-х годов высокая инфляция в США вновь сделала невозможным сохранение золотой привязки на прежнем уровне, ситуацию осложнял и внешнеторговый дефицит США. Рыночная цена золота стала ощутимо превышать официально установленную. В 1971 году содержание золота в долларе было снижено до 38 долларов за унцию, а в 1973 году — до 42,22 доллара за унцию.
В 1971 году президент США Ричард Никсон отменил привязку доллара к золоту, хотя официально этот шаг был подтверждён лишь в 1976 году, когда была создана Ямайская валютная система плавающих курсов. Это означало, что доллар больше не был обеспечен ничем, кроме долговых обязательств США.

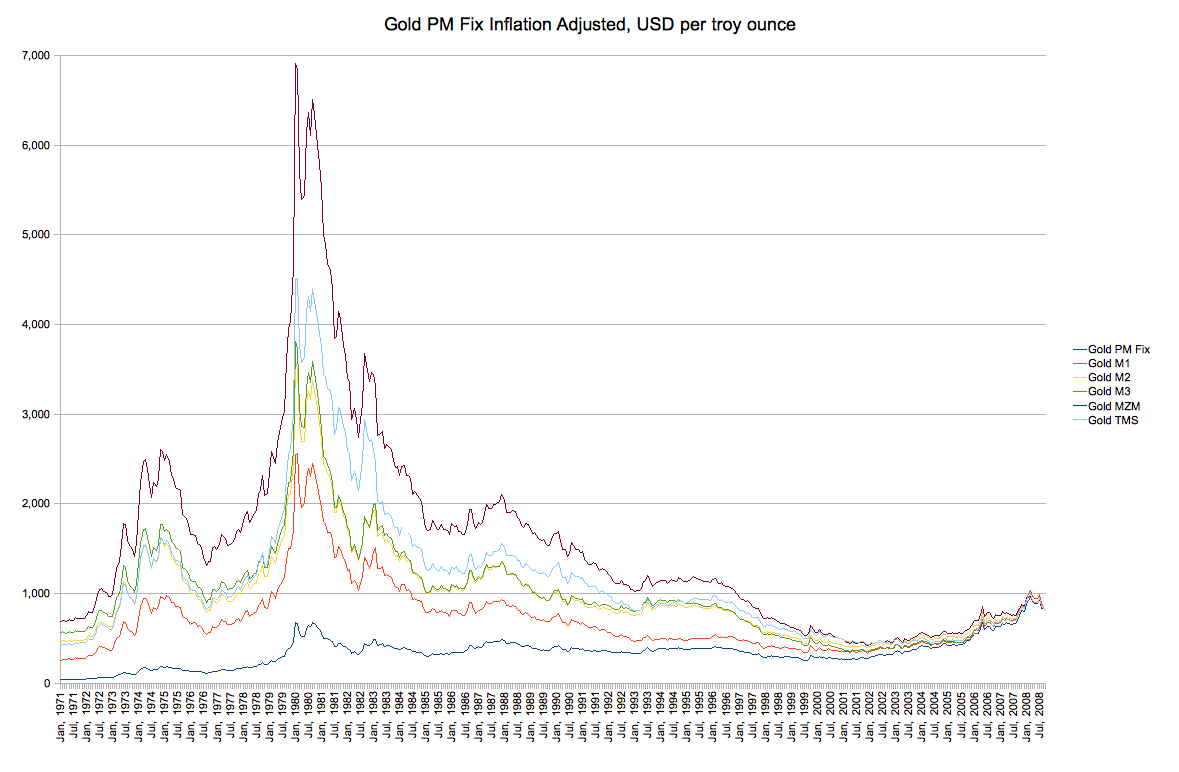
Цены на золото с учётом инфляции

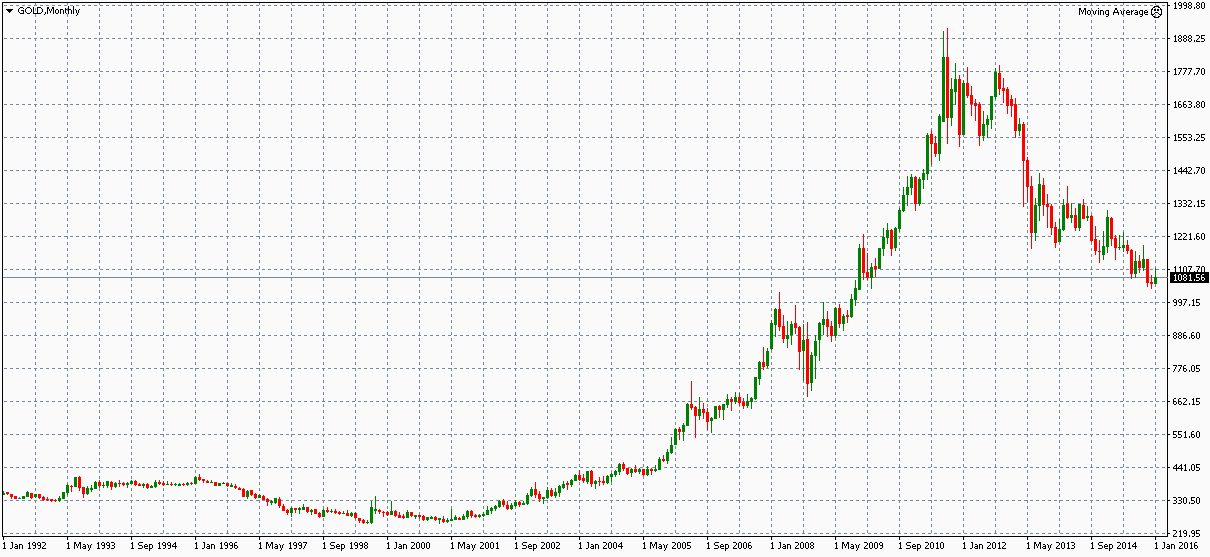
Цены на золото в 1992—2015 годах

После этого золото превратилось в особый инвестиционный товар. Инвесторы на протяжении многих лет доверяли исключительно золоту.
70-е — 90-е
В результате краха Бреттон-Вудской системы к концу 1974 года цены на золото подскочили до 195 долларов за унцию, а к 1978 г. — до 200. К началу 1980 года цена на золото достигла рекордной отметки — 850 долларов за унцию (свыше 2000 долларов в ценах 2008 года), после чего она начала постепенно падать и в конце 1987 года составляла около 500 долларов за унцию.
Самое быстрое падение произошло в 1996—1999 гг., когда цена на золото снизилась с 420 до 260 долларов за унцию.
Как бы то ни было, падение прекратилось, и снова начался рост цены на золото в связи с соглашением ведущих центральных банков об ограничении продаж золота в 1999 году.

### XXI век
С 2004 года из-за девальвации доллара США цена золота вошла в русло резкого подорожания.
К концу 2006 года цена на унцию золота достигла 620 долларов, а к концу 2007 года — уже около 800 долларов.
В начале 2008 года цена золота превысила рубеж в 1000 долларов за унцию (тем не менее, в сравнимых ценах золото не дошло до пика 80-х — выше 2000 долларов); 21 ноября 2008 цены на золото за день выросли на 7,5 %. В середине октября 2009 года цена золота колебалась в пределах 1060—1070 долларов за тройскую унцию.
В 2010 году мировые цены на золото выросли на 22 %, достигнув 1337 долл. за тройскую унцию. 

В следующем, 2011 году, на фоне волнений на Ближнем Востоке (Арабская весна), цены поползли вверх.
Из-за опасений инвесторами дефолта США цена золота 18 июля 2011 года установила новый мировой рекорд — 1600 долларов за тройскую унцию.
В результате дестабилизации курсов основных мировых валют и серьёзных колебаний цен на акции, долгового кризиса в Европе и ускорения инфляции в разных странах 8 августа 2011 цена на золото на бирже Гонконга установила новый рекорд и впервые превысила 1700 долларов за тройскую унцию, одновременно впервые за длительное время золото стало дороже платины. 6 декабря 2011 года золото впервые стало дороже платины более чем на 200 долларов за тройскую унцию — при цене (AM Fixing) на золото 1720 долларов, а на платину 1514 долларов, разница цен составила 206 долларов.
10 августа 2011 цена фьючерса на золото на бирже COMEX установила новый рекорд и впервые превысила 1800 долларов за тройскую унцию.
23 августа 2011 цена на золото впервые превысила 1900 долларов за тройскую унцию, установив новый рекорд — 1911,46 долларов.
5 сентября цена утреннего фиксинга на золото установила рекорд за всю историю существования золотого фиксинга — 1896,5 долларов за тройскую унцию.
6 сентября 2011 года цена вечернего фиксинга (PM Fixing) на золото установила рекорд за всю историю существования золотого фиксинга в фунтах стерлингов — 1182,823 фунта, и в евро — 1346,359 евро за тройскую унцию.
После сентября 2011 года рост стоимости золота прекратился и последовал длительный нисходящий тренд, продолжавшийся до 2015 года.
Средняя стоимость золота в 2012 году составила 1669 долларов за унцию с приростом на 6 %.
В 2012 году закупки золота мировыми центробанками увеличились на 17 % и достигли 534,6 тонны — самого высокого показателя с 1964 года.
12 апреля 2013 года тройская унция стоила 1600 долларов, а 15-го — уже 1350 долларов, цена упала ниже 1500 долларов за унцию впервые с июля 2011 года. По некоторому мнению, это падение явилось следствием распродаж золота западными центробанками после событий на Кипре с целью переломить «бычий» рынок и сбить цену.
Котировки фьючерса золота установили рекордное падение в 23 % за квартал за всю историю существования биржи Comex с 1975 года и с момента отмены привязки доллара к золоту в 1971 году (предыдущий рекорд был установлен в 1982 году, когда золото потеряло в первом квартале 18 %).
Падение цен 2013 года привело к тому, что впервые с 2000 года золото подешевело за год. По некоторому мнению, падение цен на золото в 2013 году почти на треть объясняется ожиданиями сокращения политики смягчения ФРС в связи с оживлением экономики.
В 2013 году средняя цена на золото упала на 15,4 % по сравнению с 2012 годом, составив 1411,2 долл. за тройскую унцию. В 2014 году средняя цена на золото составила 1267 долларов за унцию.
С начала 2014 года на фоне украинского кризиса, иракской междоусобицы и ослабления доллара золото дорожало — на 15 %, достигнув в марте стоимости 1391 доллара за унцию; оно впервые с 2011 года росло два квартала подряд, однако затем стало дешеветь.
20 июля 2015 года цена на золото снизилась до пятилетнего минимума в 1080 долларов за унцию, а в ноябре достигла минимума с февраля 2010 года в 1052 долларов за унцию, что связывают с ожиданиями ужесточения монетарной политики Федеральной резервной системы (ФРС) США в этом году, а именно — повышения базовой процентной ставки, первого с 2006 года.
С начала 2016 года цены на золото показывают уверенный рост, в феврале они впервые за год превысили уровень 1250 долларов за тройскую унцию, столь быстрыми темпами золото не дорожало с ноября 2008 года; рост связывают с ожиданиями новых стимулов со стороны ведущих ЦБ развитых стран. За I кв. 2016 года цена за тройскую унцию золота выросла на 16 %, что является крупнейшим квартальным ростом показателя с 1986 года.
К 6 июля 2016 года золото достигло максимального уровня с 2014 года в 1370,64 долларов за тройскую унцию, подорожав т. о. с начала года на более 27 %; удорожание выше 1300 долларов за унцию связывают в том числе с итогами референдума о выходе Великобритании из ЕС.
В июне 2019 года мировые цены на золото превысили $1400 за унцию, впервые с сентября 2013 года.
Цены на золото 13 августа 2019 года достигли шестилетнего максимума на фоне мирового экономического спада, за последние три месяца его стоимость выросла на 20 %, 7 августа впервые с 2013 года она достигла рубежа в 1500 долларов за унцию.
6 марта 2020 года цены на мировом рынке на золото достигло максимума — 1690 долл./унция. 

8—9 марта, после срыва сделки ОПЕК+ по понижению добычи нефти и последовавшим обвалом цен на нефть, золото выросло до рекордных 1702 долл./унция.
В конце марта цена фьючерсов на золото в США выросла примерно на 9 %, до порядка 1620 долларов за тройскую унцию, достигнув семилетнего максимума. Это был самый значительный рост за одну сессию (в долларовом выражении), за всю историю наблюдений (с ноября 1984 года); только в нескольких случаях, начиная с 2000 года, цены на золото выросли ещё больше за одну неделю: в частности, такой рост был сразу после того, как в сентябре 2008 года крупнейший банк США Lehman Brothers объявил о банкротстве.
В июле 2020, в связи с пандемией коронавируса, цена на золото обновила рекордные показатели с 2011 года: стоимость августовского фьючерса поднялась до $1807,35 за тройскую унцию (в пике росла до $1809 за тройскую унцию), что является максимальным показателем с 21 сентября 2011 года.
27 июля 2020 года стоимость золота поставила новый рекорд — $1943,9275 за тройскую унцию, побив предыдущий рекорд $1921,18 в сентябре 2011 года. Инвесторы продолжают вкладывать средства в золото на фоне пандемии коронавируса.

## Золото как инструмент инвестиций

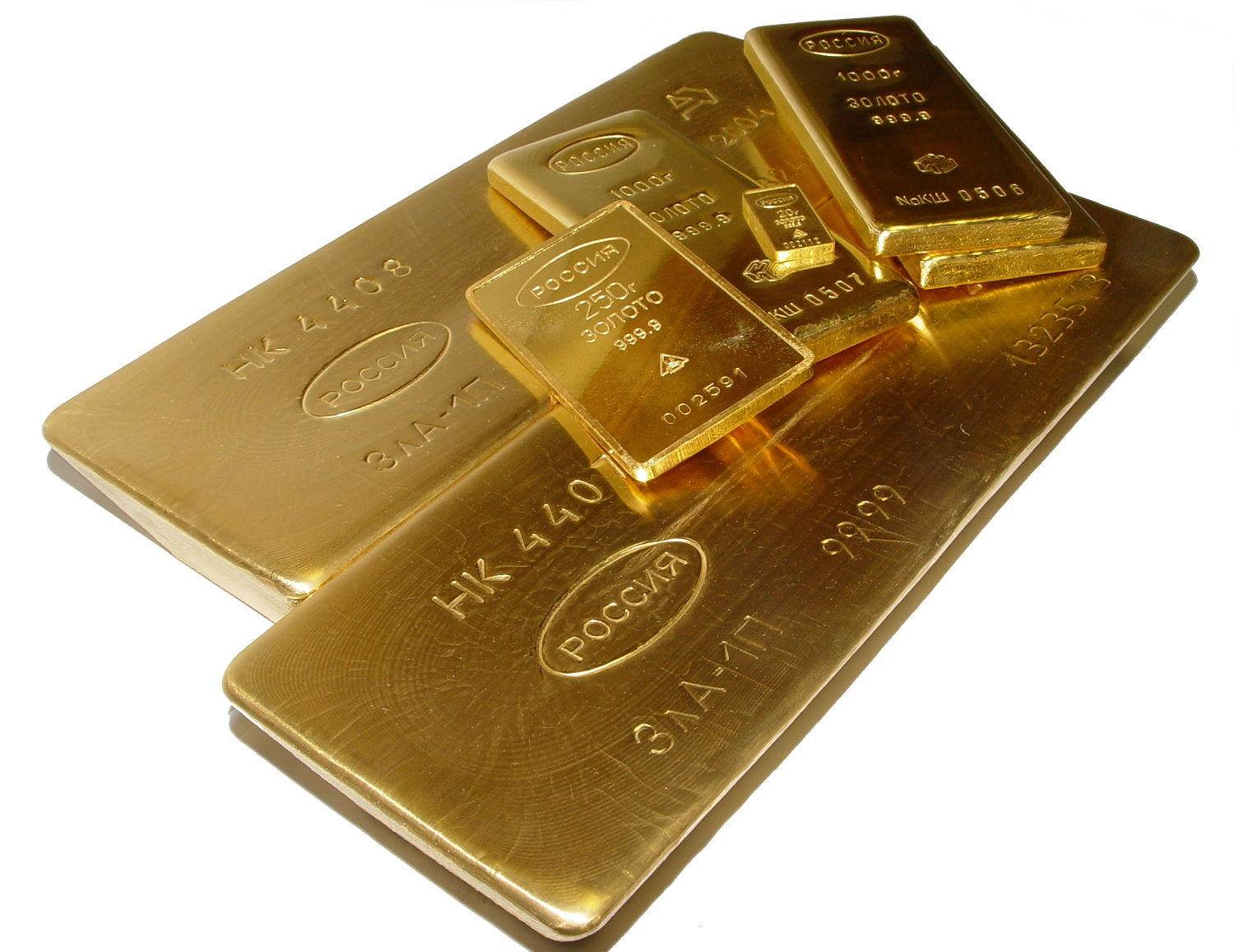
Золото в слитках

Золото для инвестиций выступает в нескольких формах — золотые слитки, инвестиционные золотые монеты, золотой песок. При этом в России только инвестиционные монеты не облагаются налогом на добавленную стоимость (НДС). Тем не менее, цена за 1 грамм золота в инвестиционных монетах в России иногда превышает цену 1 грамма в слитках без учёта НДС и процентов на спред последнего (например, в Сбербанке РФ).
Лаж, ажио (фр. l'agio, от итал. l'aggio) — отклонение (обычно исчисляется в процентах) в сторону превышения рыночной «цены» золота, выраженной в бумажных деньгах, по сравнению с количеством бумажных денежных знаков, номинально представляющих данное количество золота.
Динамика цен на золото является важнейшим экономическим индикатором, позволяя оценить склонность инвесторов к риску. Зачастую можно наблюдать, что цена на золото и фондовые индексы движутся в противофазе, так как в периоды неустойчивой экономической ситуации инвесторы предпочитают консервативные активы, защищённые от полного обесценивания. И наоборот, когда ожидания роста экономики становятся оптимистичнее, аппетиты к повышенной доходности растут, заставляя котировки жёлтого металла снижаться.
также: en:Gold as an investment